# Chasse-sur-Rhône
Chasse-sur-Rhône – miejscowość i gmina we Francji, w regionie Owernia-Rodan-Alpy, w departamencie Isère.
Według danych na rok 1990 gminę zamieszkiwało 4566 osób, a gęstość zaludnienia wynosiła 577 osób/km² (wśród 2880 gmin regionu Rodan-Alpy Chasse-sur-Rhône plasuje się na 190. miejscu pod względem liczby ludności, natomiast pod względem powierzchni na miejscu 1286.).